# Aeroportul Kiryat Shmona
Aeroportul Kiryat Shmona (IATA: KSW, ICAO: LLKS) este un aeroport din Districtul de Nord, Israel.
Situat la o altitudine de 115 m, aeroportul dispune de o singură pistă.